# Brouwerij De Meester
Brouwerij De Meester is een brouwerij op de Nelcasite in de Belgische gemeente Lendelede.
De brouwerij werd in 2016 opgericht door Dirk De Meester en Ann Verfaillie in de voormalige brouwerij ’t Gaverhopke op de Steenbrugstraat 187 in Stasegem, Harelbeke. Er werd jaarlijks circa 1000 hectoliter bier gebrouwen. Daarnaast baatten zij de brasserie Te Stasegem uit. De brouwactiviteiten verhuisden in 2022 naar een pand in Lendelede, waar 2850 hectoliter per jaar gebrouwen kan worden. De brasserie is van de hand gedaan en wordt door nieuwe eigenaren uitgebaat onder de naam Staceghem.
De brouwerij brouwt volgens het traditioneel brouwproces en voegt geen kunstmatige smaakmakers toe.

## Assortiment
- 't Meesterke
- 't Dul Meesterke
- Meester Dubbel
- Meester Trippel
- Meester Quadrupel
- Kuurnaarke
- Stasegemsche